# 구 용산수위관측소
구용산수위관측소(舊龍山水位觀測所)는 서울특별시 용산구 청암동에 있는 일제강점기의 수위관측소이다. 2002년 2월 5일 서울특별시의 기념물 제18호로 지정되었다.
구 용산수위관측소는 한강변에서는 최초로, 대한민국 전국에서는 아홉 번째로 건립된 자기관측소로 서울시 용산구 청암동에 있다. 관측소는 1924년 12월에 조위와 홍수위를 관측할 목적으로 건립되었으며 조위 변동으로 인해 1977년에 폐쇄되었는데, 실제 수위관측은 1976년 9월까지 이루어졌다. 관측소는 철근콘크리트 우물통 형식으로 수면과 우물통 내부를 지름 10cm 내외의 철관으로 연결하고 우물통 내부에 부자를 띄워 수위를 관측하는 형태였다.
자기관측소 바깥에는 반드시 목측용 양수표를 건설해 우물통 내부의 수위와 실제수위와의 차이 유무를 검사했다. 용산수위관측소는 관측소와 육지를 연결하는 다리가 없어졌고 상부 관측실 내 관측기구도 없어졌으며 외부의 목측용 자도 부분적으로 파손된 상태이다. 그러나 전체적으로는 원형이 잘 남아 있고 수위 측정을 하던 독립구조물로서는 서울 한강변에서 유일한 현존물이며 전국적으로도 남아 있는 예가 희귀한 중요한 자기관측소이다.

## 개요
구 용산수위관측소는 한강변에서는 최초로, 전국에서는 아홉번째로 건립된 자기(自記)관측소로서 조위(潮位)와 홍수위(洪水位)를 관측할 목적으로 건립되었다.
이 관측소가 세워지기 전인 1917년도부터 이미 동일 지점에서는 ＇구용산＇이라는 양수표명으로 보통수위관측이 이루어지고 있었지만 1924년 12월 구 용산수위관측소가 건립되고 1925년 1월 관측이 정식으로 개시되면서부터 보다 과학적이고 현대적인 수위관측이 개시될 수 있었다. 구 용산수위관측소는 조위 변동으로 인하여 1977년 폐쇄되었는데, 실제 수위관측은 1976년 9월까지 이루어졌다. 다만, 1945년 광복 이후 6·25전쟁으로 인한 정치적 혼란기에는 잠시 관측이 중단된 듯하다.
전체적으로 원형이 잘 남아 있으며 수위 측정을 하던 독립구조물로서 서울 한강변에서는 유일한 현존물이고, 전국적으로도 남아있는 예가 희귀한 것으로 보인다.

## 참고 문헌
- 구 용산수위관측소 - 국가유산청 국가유산포털
- 본 문서에는 서울특별시에서 지식공유 프로젝트를 통해 퍼블릭 도메인으로 공개한 저작물을 기초로 작성된 내용이 포함되어 있습니다.